# Districte de Naga Hills

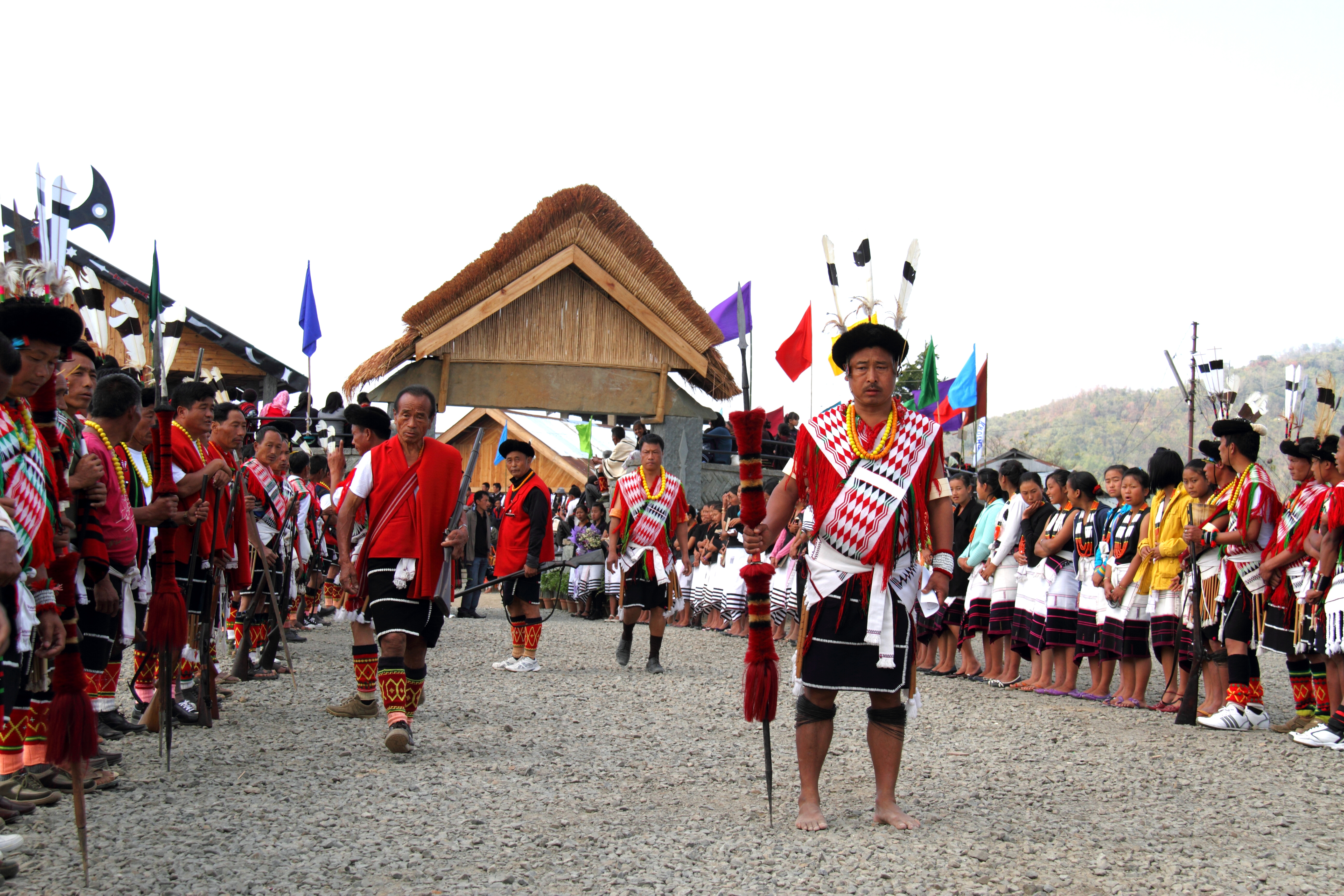
Festival de la tribu Naga, habitant de la zona.

Districte de Naga Hills (districte de les Muntanyes Naga) fou una divisió administrativa d'Assam (temporalment de Bengala Oriental i Assam), a l'Índia, similar al que avui és l'estat de Nagaland, amb una superfície de 7.951 km², limitat al nord pels districtes de Nowgong i Sibsagar; a l'oest pel de North Cachar Hills; al sud per Manipur; i a l'est per una línia que seguia en part el curs dels rius Dikho i Tizu darrere els quals vivien les tribus nagues (i altres) independents. La capital era Kohima.

## Geografia
La serralada de Barail entrava al territori des de l'oest i el pic Japvo al sud de Kohima arribava a més tres mil metres i aquí la serralada es trobava amb una prolongació dels Arakan Yoma; llavors les muntanyes principals anaven en direcció nord-nord-est forman una gran "L" invertida formant les dues branques un angle obtús en lloc de recte, amb petites derivacions muntanyoses a est i oest. El riu principal era el Doiang; el Dikho també tenia certa importància; rius menors eren el Tizu (afluent del Lanier), el Jhanzi i el Disai.

## Història
Els nagues tibetobirmans foren descrits per primer cop per Tavernier al segle XVII. Encara que de vegades feien incursions al regne Ahom en general els reis d'aquest els tenien a ratlla i fins i tot de vegades foren reclutats per algunes expedicions.
Els primers europeus que van entrar a la zona foren el capità Jenkins i el capità Pemberton, el 1832. Des de llavors els nagues i els britànics van estar en conflicte permanent. Entre 1839 i 1851 es van fer deu expedicions militars, la major part dels quals en represàlia per atacs nagues. En l'expedició del 1851 el poble de Kekrima es va enfrontar cos a cos als britànics i 100 habitants van morir; llavors el govern de l'Índia va decidir la retirada completa i va ordenar abstenir-se de qualsevol interferència sobre els nagues.
Les tropes van sortir el març de 1851 i abans del final d'any els nagues havien fet 22 incursions a territori britànic en les que van morir 55 persones, 10 foren ferides i 113 fetes presoneres; però la política de no-intervenció es va mantenir encara que els resultats no foren satisfactoris i entre 1853 i 1865 els nagues van fer altres 19 incursions en que 233 súbdits britànics foren morts, ferits o fets presoners.
Finalment el 1866 es va acordar formar un nou districte amb capital a Samaguting. El capità Butler fou nomenat governador (1869) i va treballar per consolidar el poder britànic, fent també treballs d'exploració i inspecció; però els nagues no hi estaven d'acord i el febrer de 1875 el tinent Holcombe, que manava un equip d'inspecció, fou mort junt amb 80 homes més; el mateix Butler va ser atacat tres vegades i el dia de Nadal va ser mortalment ferit pels nagues de Pangti. Dos anys després el seu successor Carnegy fou mort accidentalment per un sentinella quan ocupava el poble de Mozema que havia refusat l'entrega dels participants en una expedició a North Cachar Hills.
El 1878 es va decidir traslladar la capital a Kohima al cor del país angami naga. Durant les pluges de 1879 es va iniciar agitació i abans de l'inici de la gira de l'estació freda l'oficial polític Damant, va decidir visitar els pobles de Jotsoma, Khonoma i Mozema; en arribar a Khonoma, va trobar la porta tancada, i va haver de restar davant la població on ell i la seva gent foren tirotejats i finalment va resultar mort. La seva escorta va fugir deixant 35 morts i tenint també 19 ferits; tot el país naga es va revoltar i els guerrers van assetjar Kohima la guarnició de la qual va quedar reduïda als darrers extrems fins que fou finalment alliberada per una força que venia de Manipur.
Va seguir una campanya contra els nagues que va durar fins al març de 1880; entre els fets destacats de la campanya la incrusió dels nagues de Khonoma cap a Baladhan a Cachar, al mateix temps que el seu poble era ocupat per tropes britàniques; Bladhan fou cremada i el director de la plantació i 16 treballadors van morir; en els cinc anys següents quatre oficials britànics ocupats en tasques administratives i no militars, foren morts pels nagues però aquestos havien començat a entendre la seva inferioritat militar i sota l'administrador McCabe es va arribar a la pacificació. Una subdivisió es va crear el 1875 a Wokha per controlar als lhota nagua que en diverses ocasions havien fet atacs a punts diferents a les mateixes muntanyes Naga; el 1890 l'oficial europeu a Wokha fou retirat i es va obrir una subdivisió a Mokokchung en territori dels ao naga.
El 1898 les muntanyes Mikir i Rengma amb la vall del Dhansiri, que formaven la part més al nord del districte en els seus limits originals, foren traspassades als districtes de Nowgong i Sibsagar, ja que degut al ferrocarril Assam-Bengala es va considerar més convenient administrar aquestes zones des de la plana que des de Kohima. Finalment el 1904 el territori conegut com a "Àrea de control polític" fou formalment incorporada al districte i el límit d'aquest va arribar fins al Tizu i a la part sud d'aquest riu fins i tot més enllà per controlar quatre pobles angami naga a l'altre costat del riu.
El cens del 1891, el primer que es va fer, va donar 96.637 habitants i el 1901 havia pujat a 102.402; el 1904 es va incorporar l'Àrea de control polític que tenia uns trenta mil habitants. Administrativament estava format per dues subdivisions: Kohima and Mokokchung, i l'única ciutat era Kohima amb només 3.093 habitants el 1901; i havia també 292 pobles. El 96% dels habitants eren membres de la religió nacional; el cristianisme es va introduir aviat. La llengua comuna era el naga amb diferents dialectes força diferents un de l'altra; l'angami, el chungli i el lhota eren els dialectes principals i les tribus principals els angamis, els rengmes, els aos, els lhotes i els semes.
El 1947 l'Índia va vulnerar els acords i els va reinterpretar de forma esbiaixada per poder annexionar el país tot i que Gandhi s'havia manifestat en favor del dret dels nagues a la independència com demanava el Consell Nacional Naga. Com a districte fou ampliat el 1957 amb una sola entitat amb tots els territoris nagues. El 1960 es va decidir l'establiment d'un estat de Nagaland que fou oficialment inaugurat el 1963 (localment Nagalim). El 1972 el límit entre Índia i Birmània fou establert repartint formalment l'antic territori naga.